# Собор усіх преподобних
Собо́р усі́х преподо́бних отці́в, що в по́двигу просяя́ли — перехідне свято Православної церкви, що відбувається в суботу сиропусного тижня. Це єдиний день року, коли соборно звершується пам'ять усім святим преподобним.
Відповідно до Синаксарем,
|  | у цей день ми згадуємо всіх преподобних, чоловіків і жінок, що засяяли в пості, бо богоносні отці, поступово наставивши нас попередніми святами, заздалегідь підготувавши до поприща (посту), відвернувши від ситості та солодощів, залякавши майбутнім Судом, очистивши як слід сирною седмицею, доречно встановили посеред неї і два дні (по чину) посту, щоб потроху привчити нас до нього. |

Пам'ять усіх преподобних у Православній церкві звершується напередодні Великого посту, оскільки «житіє постувальне» є синонімом чернецтва, і ця чернеча чеснота має бути прикладом для вірян.
Богослужіння Собору звершується за Тріоддю, служба з великим славослів'ям. На ранній Собору всіх преподобних покладено особливий канон, який написав преподобний Теодор Студит, у якому в алфавітному порядку перелічено преподобних отців та жінок давнини.